# Aïn Torki
Ain Tork là một đô thị thuộc tỉnh Aïn Defla, Algérie. Dân số thời điểm năm 2002 là 8.28 người.